# Burgstall Kienaden
Der Burgstall Kienaden ist eine abgegangene hochmittelalterliche Niederungsburg bei 487 m ü. NHN 300 m ostsüdöstlich der Hofkapelle von Kienaden bzw. 470 m westlich von der Filialkirche St. Vitus von Günding, beides Gemeindeteile der Gemeinde Bergkirchen im Landkreis Dachau in Bayern. 

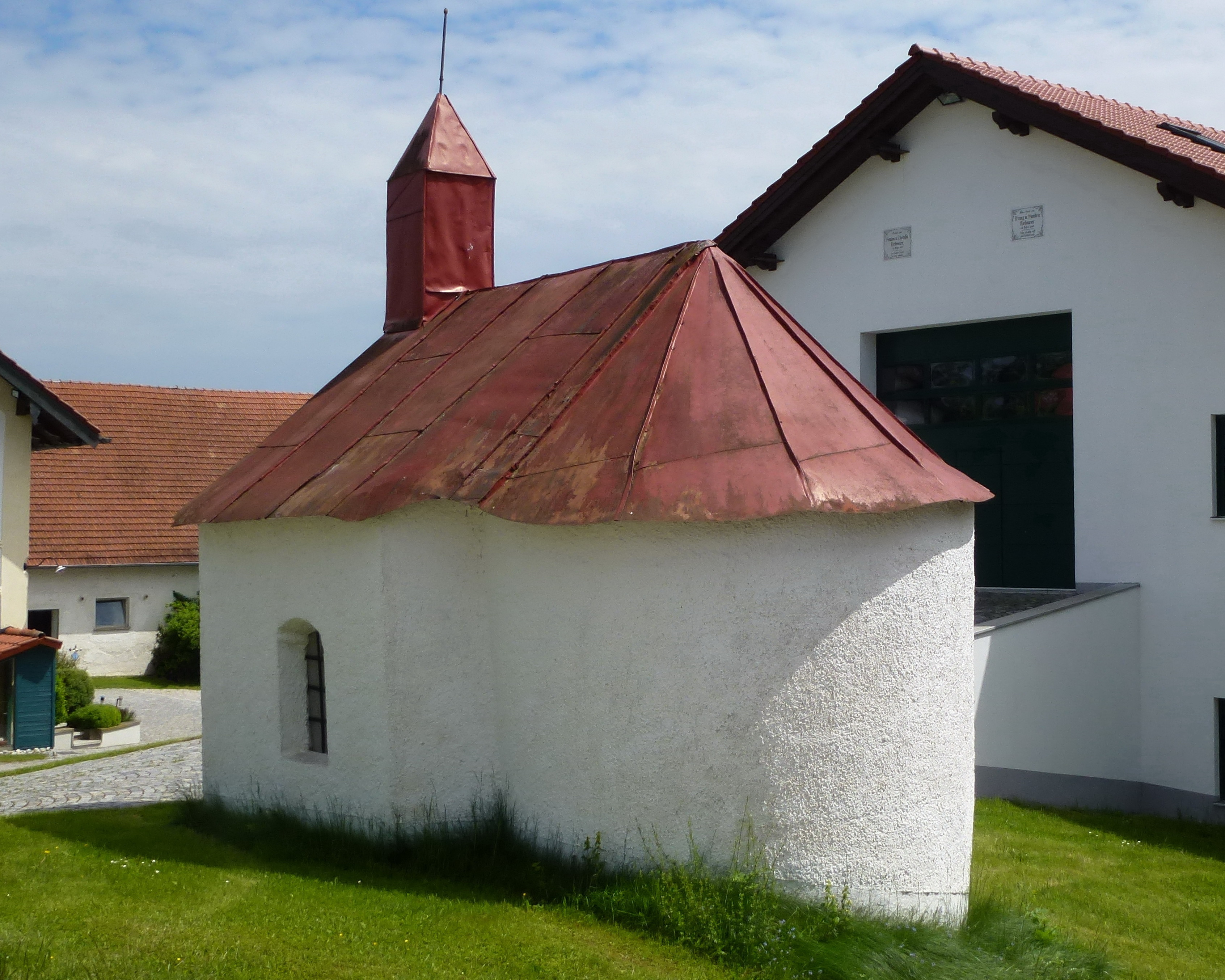
Hofkapelle von Kienaden

Die Anlage wird als Bodendenkmal unter der Aktennummer D-1-7734-0100 als „Niederungsburgstall des hohen Mittelalters“ geführt.

## Beschreibung
Die viereckige Anlage mit abgerundeten Ecken liegt unmittelbar nördlich der Maisach. Sie misst in Ost-West-Richtung 60 m und in Nord-Süd-Richtung 70 m. Sie  bildet heute eine Waldinsel in einem Wiesengrundstück. 